# Playaz Circle
Playaz Circle ist ein US-amerikanisches Hip-Hop-Duo, das 1997 in College Park, Georgia gegründet wurde. Es besteht aus Tity Boi und Dolla Boy. Sie sind Teil des Disturbing-Tha-Peace-Kollektivs und des gleichnamigen Plattenlabels und gelten als Vertreter des Down South und Gangsta-Rap.

## Werdegang
Tity Boi und Dolla Boy freundeten sich bereits in ihrer High-School-Zeit an. Daraufhin gründeten sie 1997 die Gruppe Playaz Circle und begannen, Mixtapes zu veröffentlichen. In dieser Zeit zog Ludacris in ihre Nachbarschaft und begann mit ihnen zusammenzuarbeiten. Während dieser jedoch bald zu einem der erfolgreichsten Rap-Künstler wurde, kam die Karriere von Playaz Circle ins Stocken, da Dolla Boy zu einem Gefängnisaufenthalt verurteilt und Tity Boi angeschossen wurde. Ludacris bot beiden jedoch einen Platz sowohl in seinem Disturbing-Tha-Peace-Kollektiv als auch beim gleichnamigen Label an. Sie akzeptierten das Angebot und nahmen das Lied Play Pen To The State Pen auf, das auf dem ersten Album von Disturbing Tha Peace, Golden Grain, erschien. Jedoch wollten die Verantwortlichen des Labels, das eine Partnerschaft mit Def Jam hatte, keine Musik der beiden veröffentlichen. Daher arbeiteten sie weiter an Alben und Mixtapes, die sie selbst direkt auf der Straße verkauften und versuchten ihre Musik an DJs in Atlanta weiterzureichen, mit dem Ziel, dass diese in Clubs gespielt wird. Erfolg hatten sie schließlich mit der Single Duffle Bag Boy, deren Refrain Lil Wayne übernahm. Sie führte dazu, dass das Label nun grünes Licht für die Veröffentlichung ihres Debütalbums Supply & Demand gab, das bereits fertiggestellt war. Es erschien 2007. Zwei Jahre darauf folgte das Album Flight 360: The Takeoff.

## Diskografie

### Alben
- 2007: Supply & Demand
- 2009: Flight 360: The Takeoff

### Singles
- 2007: Duffle Bag Boy (feat. Lil Wayne)
- 2008: Paper Chaser (feat. Phonte)
- 2009: Stupid (feat. OJ Da Juiceman)
- 2009: Hold Up
- 2009: Can’t Remember (feat. Bobby V)
- 2009: Yeah We Gettin’ Rich (feat. Ludacris)